# 盛岡タイムス
『盛岡タイムス』（もりおかタイムス）は、岩手県盛岡市の株式会社盛岡タイムス社が発行していた日刊のコミュニティー新聞。配布地域は盛岡市、滝沢市、雫石町、八幡平市、紫波町、矢巾町、花巻市（旧・石鳥谷町域）。

## 歴史
1969年10月28日に日刊岩手建設工業新聞社から創刊され、当初はタブロイド判で月曜日を休刊日としていたが、1970年から完全日刊紙、1990年よりブランケット判となった。
発行を移管した印刷会社を1983年に有限会社盛岡タイムス社に社名変更、2015年には株式会社となったが、その後発行部数の減少や資材の高騰のため経営困難となり、2024年3月30日付で廃刊となった。株式会社盛岡タイムス社は株主総会の決議により解散となり、同年10月28日に盛岡地方裁判所から特別清算開始決定を受けた。

## 特徴
建設業界紙を親会社に持っていたため、地域経済記事に強みがあったが、連載ものにも力を入れていた。他紙の後追いもあったものの、他の媒体が取材しないような細かな催し物を取り上げることも多く、盛岡地区内にきめ細かい取材体制を敷いていた。
岩手建設工業新聞のほか、大船渡市の『東海新報』、奥州市の『胆江日日新聞』、釜石市の『復興釜石新聞』（かつては岩手東海新聞）と「岩手地方新聞協会」を結成し、1ページを使ってこれらの新聞社から提供された記事を掲載している。
2006年4月より『読売新聞』と提携。記事配信を受け、国際・全国ニュースの掲載も始めた。これにより基本ページ数を8ページから10ページに増やした。同年5月からは1面を原則4色カラー印刷とした。

## テレビ・ラジオ欄
盛岡広域圏を購読範囲としていたため、テレビ・ラジオの番組表は岩手県内の放送局のみフルサイズで掲載しており、左端からNHK盛岡総合・NHK盛岡教育・IBCテレビ・テレビ岩手・岩手めんこいテレビ・岩手朝日テレビの順となっていた。
ラジオはIBCラジオ・FM岩手・NHK盛岡第1・第2・FM、ラジオNIKKEIの番組を極小サイズで掲載していたほか、コミュニティ放送のラヂオもりおかも掲載していた。さらに、岩手ケーブルテレビジョンとテレビ都南の番組もラジオ欄の隣に極小サイズで掲載されていた。